# Коннерсройт
Коннерсройт (нім. Konnersreuth) — громада в Німеччині, розташована в землі Баварія. Підпорядковується адміністративному округу Верхній Пфальц. Входить до складу району Тіршенройт.
Площа — 23,32 км2. Населення становить 1708 ос. (станом на 31 грудня 2020).